# Бенжамін Сіско
Бенжамін Лафаєтт Сіско (англ. Benjamin Lafayette Sisko) — вигадана особа, персонаж науково-фантастичної франшизи «Зоряний шлях», якого зіграв актор Евері Брукс. Він є головним героєм телесеріалу «Зоряний шлях: Глибокий космос 9», який уперше транслювався з 1993 до 1999 року. Сіско також з'являвся в різних книгах, коміксах і відеоіграх, створених у рамках франшизи «Зоряний шлях».

## Історія персонажа

### Ранні роки життя та кар'єра
Бенжамін Сіско народився в 2332 році в Новому Орлеані в штаті Луїзіана. Бенджамін є сином Джозефа Сіско, шеф-кухаря та власника ресторану «Sisko's Creole Kitchen». Його рідною матір'ю була земна жінка на ім'я Сара, яка була одержима баджорським пророком (що є істотою, які існують усередині баджорської кротовини), і змусив її вийти заміж за Джозефа, щоб вона зачала Бенджаміна. Сара та Джозеф були щасливі у шлюбі, поки жінка не зникла через 2 дні після першого дня народження Бена, коли ця істота покинула її тіло. Через кілька років Сара загинула в аварії. Зрештою Джозеф зустрів іншу жінку, та одружився з нею, і вона виховала Бенжаміна як свого сина. Бенджамін не знав про ці події до глибокої зрілості. У Бена є сестра на ім'я Джудіт, і принаймні двоє братів.
Сіско вступив до Академії Зоряного флоту в 2350 році. На другому курсі навчання він проходив навчання на Зоряній базі 137. Незабаром після закінчення академії на пляжі Гілго у Вавилоні в штаті Нью-Йорк Бенжамін зустрів жінку на ім'я Дженніфер, пізніше вони одружилися і мали сина на ім'я Джейк.
Сіско отримав наставництво як офіцер Зоряного Флоту від Керзона Дакса, тріла, який служив послом Об'єднаної федерації планет у Клінгонській імперії, коли вони разом служили на борту «USS Livingston» на початку кар'єри Сіско. Симбіотична природа об'єднаного тріла стає важливим аспектом пізніших стосунків Сіско з його науковим офіцером Джадзією Дакс і радником Езрі Дакс.
Бенжамін Сіско служив на борту «USS Okinawa» під керівництвом капітана Лейтона, який побачив у молодому офіцері командний потенціал; Лейтон підвищив Сіско до лейтенант-коммандера, і зробив його своїм виконавчим офіцером. Саме під час цього призначення Сіско та Лейтон брали участь у війні між Федерацією та ценкеті.
Пізніше Сіско перейшов на «USS Saratoga» як перший офіцер. На початку 2367 року «Саратога» була одним із 40 кораблів Зоряного флоту, які брали участь у битві при Вольфі 359 проти борґів. Перед тим у спробі отримати знання про захист Зоряного флоту борґи засвоїли капітана Жана-Люка Пікара з «USS Enterprise», створивши дрон борґа, відомий як Локутус. У наступній битві з 40 зорельотів Федерації, які зібрались біля зорі Вольф 359, вижив лише «USS Endeavour». Приблизно 11 тисяч осіб загинули, включаючи дружину Сіско Дженніфер. Після цієї битви Сіско працював на верфях «Utopia Planitia Fleet Yards» на Марсі. Там він керував розробкою нових кораблів, призначених для боротьби із загрозою борґів. Один із таких кораблів, «USS Defiant», пізніше був використаний проти Домініону. Сіско отримав звання капітана зоряної дати 48959 під час епізоду «Супротивник».

### Глибокий космос 9
Бенжамін Сіско є головним персонажем серіалу і командиром вигаданої космічної станції Глибокий космос 9. У 2369 році Сіско призначають у баджорський сектор, та призначають командиром станції «Глибокий космос 9», щоб допомогти Баджору відновитися після нещодавно завершеної кардасіанської окупації, підтримуючи їх на шляху до можливого членства у Федерації. Сіско та його син Джейк неохоче поселяються на станції. Визнаючи, що призначення на станцію не є ідеальним середовищем" для виховання сина, Сіско планує залишити свою посаду. Дискомфорту Сіско додає присутність капітана Пікара, який інформує його про його місію. Сіско продовжує таїти глибоку образу на Пікара за його роль, хоча й несвідому, у смерті дружини Сіско.
Під час першого візиту Сіско до Баджора Кай (духовний лідер Баджора) Опака Сулан називає його «Посланцем Пророків», і дає йому одну з Баджорських Сфер, яка нібито походить від Пророків Баджора. Вивчаючи кулю та прилеглий зоряний феномен, Джадзія Дакс знаходить місце незвичайної активності в сусідньому поясі Деноріос. Під час прибуття туди Дакс і Сіско знаходять першу відому стабільну кротовину; інший кінець якого з'єднується з гамма-квадрантом. Під час подорожі через кротовину Сіско і Дакс стикаються з таємничими істотами, які живуть у ній. Дуже духовні баджорці вірять, що кротовина є «Небесним Храмом», а істоти відповідно є Пророками. Ці істоти живуть поза лінійним часом. Перший контакт Сіско з цими істотами незручний і важкий для обох сторін; але ця зустріч допомагає Сіско зрозуміти, що він ніколи не дозволяв собі виходити за межі гіркоти та горя втрати дружини, а також свого гніву на Пікара. Покинувши кротовину, Сіско користується можливістю кар'єрно зрости, і командувати «Глибоким космосом 9», та змешує свою ворожість до Пікара перед його від'їздом.
Після того, як станцію перемістили до гирла кротовини, щоб Баджор був міцніше з нею пов'язаний, станція стає новим центром наукової, комерційної та політичної діяльності. Спочатку Сіско конфліктує з майором Кірою Неріс, і неодноразово змушений приборкувати її, підтверджуючи свою владу. Проте з часом вони почали відчувати велику повагу та довіру один до одного. Їх стосунки досягли нового рівня особистого комфорту, коли Сіско був поранений під час битви з Домініоном, і Кіра докладала всіх зусиль, щоб піклуватися про нього; розповідаючи йому історію та молячись пророкам у процесі. У той час вона зрозуміла, що Сіско тримав її на певній професійній дистанції через свою роль емісара, але після цієї події це пзменшилось.
Призначення Сіско на станцію також дало можливість возз'єднання зі старим другом у новій формі. Джадзія, жінка-тріл і поточний господар Дакса, була призначена науковим офіцером на станцію «Глибокий космос 9». Симбіонт Дакса раніше був приєднаний до Керзона Дакса, дипломата Федерації, який був давнім другом і наставником Сіско на початку його кар'єри. І дійсно, Сіско називав Джадзіюя «старий», це саме прізвисько, яке він використовував для Керзона. Сіско час від часу звертався за порадою до Дакс, а вона іноді запитувала його, особливо, коли симбіонт, який належав одній із попередніх дружин Дакса, прибув до нового господаря, і Дакс відчула внутрішній конфлікт. Коли симбіонт Дакс був переданий новому господарю після смерті Джадзії, Сіско був ніби наставником для нової господині, Езрі Дакс. Езрі була молодим і недосвідченим офіцером, коли її поєднали з Даксом, у той час, коли здоров'я симбіонта серйозно погіршилося на шляху до рідної планети Тріл, і для його порятунку знадобився новий господар. Езрі не була готова до поєднання, і ніколи цього не хотіла, тому поєднання з Даксом було для неї важким. Сіско вперше зустрів Езрі, коли вона все ще була у тривалій особистій відпустці на Землі, і згодом Езрі допоміг сім'ї Сіско у пошуках нової баджорської сфери. Зустрівшись з Езрі, Сіско пообіцяв допомогти їй пережити перехід до приєднання, а також допомогти їй змиритися з реальністю її ситуації, а також знайшов втіху в тому, що повернувся його друг, хоча б непрямо. Після цих подій Сіско повернувся до виконання обов'язків, і організував переведення Езрі на станцію та призначення її радником.
Відкриття кротовини закріплює в свідомості Кая Опаки та інших баджорців уявлення про те, що Сіско є посланцем пророків, що дало йому титул і набір обов'язків, які спочатку викликають у Сіско незручність, змушуючи його дотримуватися тонкої межі, щоб уникнути будь-яких порушень Головної директиви. Однак Сіско змиряється, і зрештою приймає свою доленосну роль у баджорській вірі. Коли Сіско веде «Defiant» у кротовину, щоб перехопити флот Домініону, Пророки втручаються. На той момент Сіско ще не виконав свого призначення; щоб переконатися, що він вижив, Пророки знищують сили Домініону.
Сіско відіграє вирішальну роль в політичних інтригах Альфа-квадранта. Його дії є ключовими для безпеки Землі та всього Альфа-квадранта. Наприклад, він зустрічає свого колишнього капітана, адмірала Лейтона, і дізнався, що той планував повалити уряд Федерації. Лейтон представив Сіско змінником, який проник у Зоряний флот, підробивши аналіз крові. Пізніше Сіско втік з-під варти за допомогою Одо, і зупинив плани Лейтона. Під час клінгонського вторгнення на Кардасію він відіграв вирішальну роль у викритті змінника, що видавав себе за клінгонського генерала Мартока. Подвиги Сіско продовжуються під час вторгнення Домініону в Альфа-квадрант, коли він працював разом з віце-адміралом Вільямом Россом, щоб допомогти спланувати масштабні дії проти Домініону та їхніх кардасіанських і брінських союзників. Внесок Сіско у військові дії іноді був більш прихованим, зокрема його таємна робота з колишнім оперативником Обсидіанового ордену Кардасії елімом Гараком. Зокрема, Гарак і Сіско працювали над поверненням ромуланців у війну, створивши складну інтигу. Сіско і Гарак за допомогою дрібного злочинця створюють складну голопрограму, а саме запис зустрічі Домініону високого рівня, на якій планується вторгнення на Ромул. Потім вони повинні були надати сфабриковані свідчення сенатору Врінаку, ромуланському сенатору, який відвідував станцію, і мав стійкі продомініонські переконання. Однак у міру розвитку підступу через кілька непередбачених ускладнень, які виникли на цьому шляху, Сіско неохоче був змушений вкладати все більшу частину своєї моральної впевненості, щоб зробити план успішним і врятувати Федерацію, зокрема, підкупити Кварка та зробивши подвійну співучасть у вбивстві. Врінак досить швидко виявив підробку, і сердито покинув станцію, вирішивши викрити план Сіско всьому Квадранту. Однак на шляху назад до Ромула він був убитий бомбою, яку Гарак таємно підклав у його космічний корабель. За іронією долі, це привело ромуланців до війни, причому це була не сама голопрограма, а саме вбивство Врінака, оскільки Тал Шиар (ромуланський еквівалент Обсидіанового ордену) вважав, що сенатор був убитий Домініоном після того, як він знайшов докази їх планованого вторгнення після виявлення запису, що містить голопрограму планів вторгнення, які за припущенням Тал Шиар відправили до Ромула, щоб попередити уряд планети, а не Гараком, і будь-які помилки чи недоліки в даних, що зберігалися в жезлі, були спричинені пошкодженням від вибуху, а не тому, що це була складна підробка. Сіско був розлючений, коли зрозумів, що за вбивством стоїть Гарак, але пізніше з ноткою гіркоти визнав, що Гарак мав рацію, оскільки дві смерті та неспокійне сумління були дуже малою ціною, щоб врятувати весь Альфа-квадрант.
Сіско виконує вказану для нього долю Пророків у останній серії серіалу «Те, що ти втрачаєш», де протистоїть одержимому демонами-пахами галу Дукату. Вони борються, і Дукат ніби перемагає, але в останній спробі Сіско кидає себе та Дуката у вогняну безодню баджорських Вогняних Печер, а Сіско затягує на площину існування Пророків, щоб жити з ними та вчитися у них. Сіско прощається зі своєю новою і вагітною дружиною, Кесіді Єйтс, повідомляючи їй, що він не знає, коли зрештою повернеться до неї.

## Особисте життя
Перший раз Бенжамін Сіско був одружений на Дженніфер Сіско, від якої мав сина Джейка. З першого епізоду серіалу «Зоряний шлях: Глибокий космос 9» «Емісар» помітно, що Сіско роками затаював глибоку образу на капітана Жана-Люка Пікара, тому що саме Пікар, як Локутус із борґів, очолив атаку борґів на Федерацію в битві при Вольфі 359. Під час атаки борґів Сіско втратив свою дружину Дженніфер, що змусило Бенжаміна виховувати їх маленького сина Джейка як батько-одинак. Аби подбати про Джейка, Сіско призупинив свою кар'єру у Зоряному флоті, та працював на верфях «Utopia Planitia Fleet Yards» на орбіті Марса.
Сіско багато років залишався вдівцем і батьком-одинаком. Зрештою він неохоче погодився на посаду командира станції «Глибокий космос 9», що обертається навколо планети Баджор, де він зрештою одружився з капітаном космічного вантажного корабля Кесіді Єйтс.
Сіско любить бейсбол, вид спорту, який майже зник до ХХІV століття, але підтримується невеликою групою любителів. Він тримає бейсбольний м'яч на столі у своєму кабінеті (який подарував йому інопланетянин, який імітував Бака Бокая, улюбленого історичного бейсболіста Сіско, у середині першого сезону), і часто бере його та кидає навколо, коли глибоко замислюється. Коли Домініон захоплює «Глибокий космос 9», Сіско залишає м'яч у своєму кабінеті як повідомлення про те, що він має намір повернутися (це також можна побачити в трьох епізодах другого сезону, зокрема «Повернення додому», «Коло» та «Блокада», а також в останньому епізоді п'ятого сезону «Заклик до зброї»). Після смерті Джадзії Дакс у останньому епізоді шостого сезону «Сльози пророків» він бере бейсбольний м'яч із собою на Землю, через що Кіра Неріс хвилюється, що він не повернеться.
Як і його батько шеф-кухар, Сіско також любить готувати. Його батько володів рестораном у Новому Орлеані, який спеціалізується на креольській кухні.
Також було відомо, що Сіско хоче стати адміралом; він заявляє про цей намір адміралу Россу під час його тимчасового призначення на зоряній базі під командуванням Росса.

## Альтер-его
Сіско також можна ідентифікувати як двох інших персонажів у всесвіті «Зоряного шляху»:

### Бенні Рассел
В епізоді «Далеко за зірками» Сіско розглядає можливість піти у відставку після того, як втратив старого друга під час війни з Домініоном, і тоді втручаються Пророки, змушуючи Сіско ненадовго прожити життям Бенні Рассела, автора науково-фантастичних оповідань в Америці 1950-х років. Інших людей у житті Рассела грають колеги актора Евері Брукса по серіалу «Зоряний шлях: Глибокий космос 9», що дозволяє їм з'явитися без важкого протезного макіяжу їх іншопланетних персонажів, і показати глядачам свій справжній вигляд. Щодня Рассел стикається з упередженнями свого світу; його видавець навіть не дозволяє надрукувати його фотографію. Він пише оповідання під назвою «Глибокий космос 9», дія якого відбувається у всесвіті без упереджень і фанатизму. Однак його видавець відмовляється опублікувати історію, оскільки він вивів командира космічної станції негром. Ця несправедливість зрештою зводить Бенні з розуму. Невдовзі після цього Сіско повертається у ХХІV століття, розуміючи, що його місце на станції, але сумнівається в природі реальності. Пізніше, в епізоді «Тіні й символи», Сіско переживає ще кілька спогадів свого «життя» Бенні Рассела, який перебував у психіатричній лікарні, одержимо записуючи оповідання, синхронно, на стіні. Незважаючи на те, що залишається неоднозначним щодо того, чи Бенні справжній, чи творіння Пророків, наприкінці цього епізоду прибулець із кротовини, за яким він полював, каже: «Кост Амоджан намагався зупинити вас за допомогою помилкового бачення», маючи на увазі, що примари Па впроваджували фантазію Рассела в розум Сіско, щоб збити його з місії.

### Габріель Белл
Через інцидент подорожі в часі, описаний у двох епізодах «Минулі часи» (одинадцятий і дванадцятий епізоди третього сезону), Сіско переноситься на Землю початку ХХІ століття, де його присутність ненавмисно спричиняє смерть Габріеля Белла, важливої фігури в Америці початку ХХІ століття. Сіско займає місце Белла, щоб зберегти часову шкалу. Сіско (як «Белл») ініціює бунти Белла, які допомогли змінити хід історії людства. Хоча Сіско успішно виконав долю Белла та зберіг хронологію, історичні зображення Белла після цього моменту показують образ Сіско.

## Вплив на культуру
У фентезійному романі Робін Маккінлі «Сонячне світло» головний герой згадує туристичну компанію під назвою «Earth Trek», якою керує чоловік на ім'я Бенджамін Сіско.

## Сприйняття
У 2009 році сайт IGN назвав Сіско восьмим найкращим персонажем «Зоряного шляху». У 2012 році журнал «Paste» назвав Сіско персонажем № 9 серед усіх персонажів франшизи до того часу. У 2016 році ScreenRant оцінив Бенджаміна Сіско як четвертого найкращого персонажа «Зоряного шляху» загалом, представленого на телебаченні та в кіно до того часу. У 2016 році журнал «Wired» назвав Сіско другим найважливішим персонажем Зоряного флоту у всесвіті «Зоряного шляху».
У 2017 році газета «The Washington Post» назвала Сіско другим найкращим капітаном «Зоряного шляху», і порівняла його з американським генералом Другої світової війни та президентом США Ейзенхауером. Видання відзначило, як він намагався виростити свого сина на норовливій космічній станції, незважаючи на те, що овдовів, водночас сперечаючись із командою, яка не була йому до кінця відданою. У 2017 році Space.com назвав Сіско п'ятим найкращим капітаном «Зоряного шляху». У 2017 році «Screen Rant» поставив Сіско на третє місце серед найпривабливіших персонажів у всесвіті «Зоряного шляху», між Сьомою із Дев'яти та Нійотою Ухурою.
У 2019 році сайт «Cinema Blend» назвав Сіско четвертим найкращим персонажем Зоряного флоту із «Зоряного шляху» всіх часів. У 2019 році «Nerdist» назвав Сіско одним із семи найкращих мандрівників у часі франшизи «Зоряний шлях», особливо за його подорожі у часі в епізодах «Випробування тріблами» і «Минулі часи».
У 2018 році CBR назвав Сіско третім найкращим персонажем Зоряного флоту «Зоряного шляху», між Джейнвей і Пікаром.